# Fordiophyton peperomiifolium
Fordiophyton peperomiifolium là một loài thực vật có hoa trong họ Mua. Loài này được (Oliv.) C. Hansen mô tả khoa học đầu tiên năm 1992.